# Zsolt Csipke
Zsolt Csipke (* 4. September 1968) ist ein ehemaliger ungarischer Fußballspieler.

## Karriere
Csipke begann seine Karriere beim Kazincbarcika SC, für den er in der Nemzeti Bajnokság II spielte. Im Oktober 1991 wechselte er zum österreichischen Zweitligisten SCR Altach. Für Altach kam er zu insgesamt zwölf Einsätzen in der 2. Division. Aus dieser stieg er mit den Vorarlbergern am Ende der Saison 1991/92 jedoch ab. Daraufhin kehrte der Stürmer wieder nach Kazincbarcika zurück. Die Saison 1993/94 verbrachte er beim Ligakonkurrenten Kabai SE. Zur Saison 1994/95 wechselte er ein drittes Mal nach Kazincbarcika.
Zur Saison 1996/97 schloss Csipke sich dem unterklassigen Bőcs KSC an, für den er bis 1999 spielte.